# ミスティ・マウンテン・ホップ
「ミスティ・マウンテン・ホップ」 (Misty Mountain Hop) は、イギリスのロックバンド、レッド・ツェッペリンの楽曲。1971年、彼らの第4作アルバム『レッド・ツェッペリン IV』のB面1曲目に収められて発表された。作詞作曲はジョン・ポール・ジョーンズ、ジミー・ペイジ、ロバート・プラント。レコードでの演奏時間は約4分40秒。

## 概要
ジョーンズのエレクトリックピアノを中心として作られたミドルテンポのロックナンバー。ギターソロも無く、ヴォーカルとインストとが一体になってリフを繰返すことでグルーヴ感を生み出す曲である。
タイトルは、トールキン『ホビットの冒険』に登場する「霧降り山脈」（the Misty Mountain）の引用かと思われる。しかし歌詞は、アメリカ西海岸のヒッピー風俗を歌ったもので、中つ国の物語と直接的な関係は無い。

## ステージ・パフォーマンス
1971年5月3日のコペンハーゲン公演で初めて試奏され、1972年の日本公演からレパートリーに加わり、以降1973年まで、「貴方を愛しつづけて」へと続くメドレーの形で演奏された。その後セットリストから外れたが、1979年のネブワース・フェスティバルで復活。この曲はプラントのお気に入りであり、レッド・ツェッペリン解散後もソロ・コンサートでしばしば演奏されている。そして、2007年のロンドンO2アリーナでの再結成ギグでも、セットリストに加えられた。